# Jakab Bori
Jakab Bori (Bereck, 1933. november 6. – Budapest, 2015. május 23.) magyar keramikusművész.

## Élete
1953-1956 között az Iparművészeti Főiskolán mesterei Gádor István és Borsos Miklós voltak.
Pályája kezdetén, 1956-1962 között bioromantikus formákkal kísérletezett. 1962-től, lánya születése után 1977-ig fehér geometrikus formák (gömb és henger korszak), később világító plexivel kombinált kerámia objektek jellemzik munkáit. Azóta lányával közösen egyedi kialakítású és kézi festésű porcelán dísztárgyakat készítenek.
1967-től a Művészeti Alap, átalakulása után a Magyar Alkotóművészek Országos Egyesületének és a Magyar Alkotóművészek Közalapítvány tagja.
Megalakulásától tagja volt a Magyar Cenzúra Napjának Ünnepélyét Szervező Bizottságnak.

## Önálló kiállítások
- 1974 – Giverny (Franciaország)

- 1975 – Dél-amerikai vándorkiállítás

- 1975 – Pécs, Kerámia Biennále

- 1977 – Eger

- 1977 – Kecskeméti Kodály Intézet

- 1978 – Budapest

- 1978 – Tata

- 1979 – Debrecen

- 1980 – Szeged, Segesdi Bori keramikusművésszel közösen

- 1983 – Debrecen

- 1984 – Dubaj, Egyesült Arab Emírségek

- 1986 – Szeged, Segesdi Bori keramikusművésszel közösen

- 1988 – Gorizia (Olaszország)

- 1988 – Budapest, Derkovits-terem, Segesdi Bori keramikusművésszel közösen

- 1988 – Budapest, Rosenthal-stúdió, Segesdi Bori keramikusművésszel közösen

- 1989 – Kiskunhalas, Segesdi Bori keramikusművésszel közösen

- 1990 – Toronto (Kanada)

- 1991 – Wiener Neustadt (Ausztria), Segesdi Bori keramikusművésszel közösen

- 1997 – Hatvan, Moldvay Győző Galéria, Segesdi Bori keramikusművésszel közösen

- 2003 – Leányfalu, Móricz Zsigmond Múzeum, Segesdi György szobrászművésszel és Segesdi Bori keramikusművésszel közösen
- 2013 - Budapest, Angyalföldi József Attila Művelődési Központ - Mácsai István Galéria

## Csoportos kiállítások
- 1965 - Budapest, Műcsarnok, Országos Iparművészeti Kiállítás

- 1966 - Budapest, Műcsarnok, Országos Iparművészeti Kiállítás

- 1972 - Pécs, Országos Kerámia Biennálé

- 1973 - Ankara, Isztambul (Törökország), Magyar Kerámia Kiállítás

- 1982 - Siklós - Magyar Kézműves Kerámia 1950-1980

- 1983 - Siklós - Magyar Kézműves Kerámia 1950-1980

## Könyvek
A Magyar Kerámiaművészet - Alkotók, adatok 1945-1998 ISBN 963-03-7566-4

## Külső hivatkozások
- http://www.ormaygaleria.hu/page.php?23%5B%5D
- http://www.lizadekor.hu/exhibit.php
- http://epa.oszk.hu/00300/00381/00099/czako.htm
- http://www.kult13.hu/intezmenyeink/angyalfoldi-jozsef-attila-muvelodesi-kozpont/kiallitasok/jakab-bori-keramikusmuvesz-kiallitasa.html%5B%5D